# Бринкман, Джозеф
Джозеф Бринкман (англ. Joseph Brinkman; 1901 — 1960) — американский пианист и музыкальный педагог.

## Биография
Ученик Артура Шнабеля, Бринкман был долгие годы связан со своим учителем — вплоть до 1940 г., когда по приглашению Бринкмана Шнабель принял участие в музыкальном фестивале в Энн-Арборе, а затем на протяжении трёх сезонов успешно проводил там же летние школы.
На протяжении ряда лет возглавлял кафедру фортепиано на музыкальном отделении Мичиганского университета. Среди учеников Бринкмана, в частности, Морис Хинсон, посвятивший памяти Бринкмана и Ольги Самарофф, своих учителей, книгу «Путеводитель по репертуару пианиста».
Бринкману посвящён фортепианный квинтет Уолтера Пистона (1949), впервые исполненный в том же году Бринкманом и Квартетом Стэнли. Выступал также с виолончелистом Жоржем Микелем, причём вклад Бринкмана в успех этих совместных концертов высоко оценил рецензент «Нью-Йорк Таймс».